# 掘墓人員

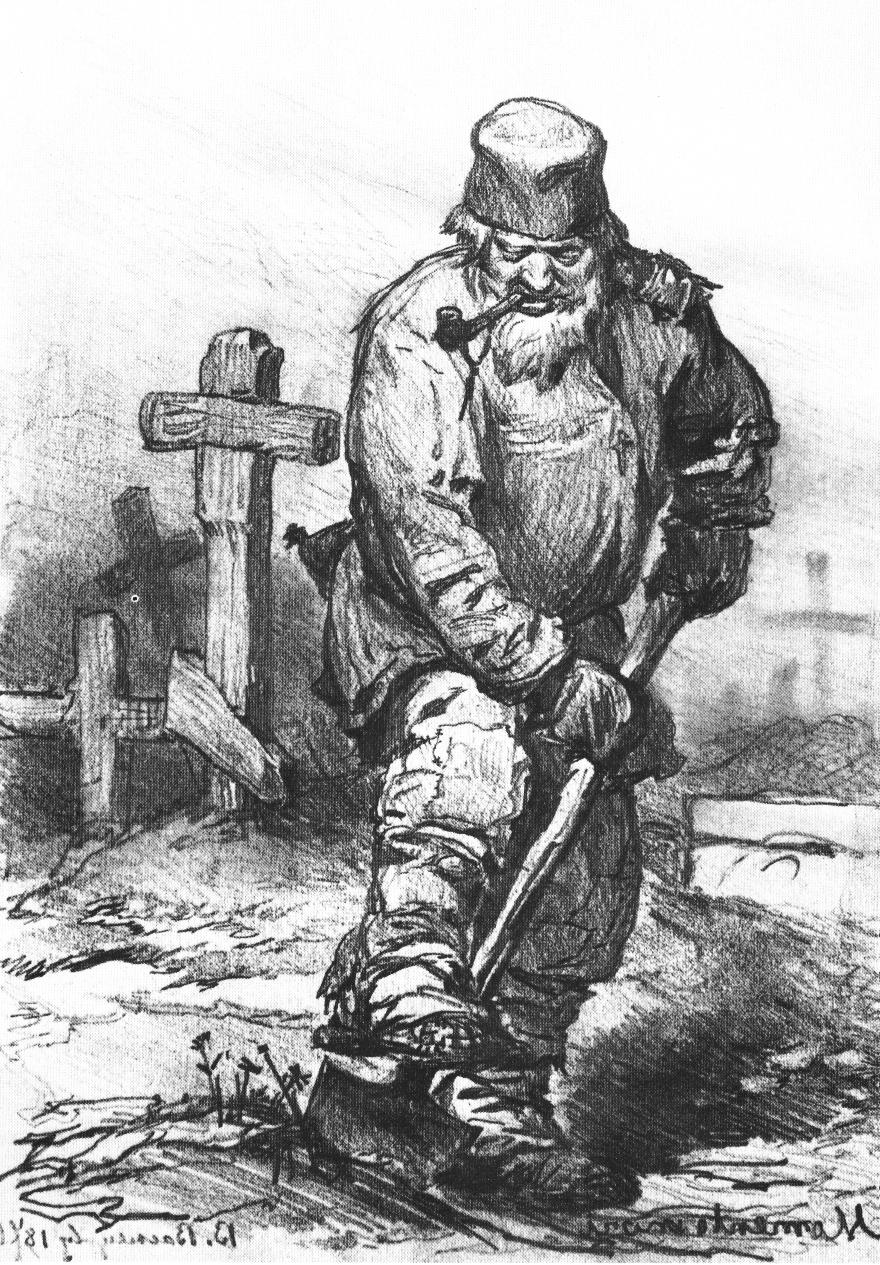
维克托·瓦斯涅佐夫《掘墓人》（Grave-digger），1871年

掘墓人員是指在墓園挖掘墓穴的喪葬人員，香港、澳門稱之為仵作佬，台灣稱之為土公仔。

## 從事掘墓的人員
不同國家對喪葬的職掌均有不同，因此分工也有所差異。
在香港和澳門，仵作佬即是指處理屍體的喪葬工人，他們的工作包括幫死者淨身、穿衣、入殮、化妝、扛棺、下葬和撿骨，屬於厭惡性行業。
在過去的台灣，土公仔的定義很模糊，它可以泛指殯葬業者、地理師、接體人員、抬棺人員等從事喪葬服務的人員，現在則通常是指墓地建造工人和撿骨師。
在西方國家，如果是教會所屬的墓葬業務範圍，掘墓會是教堂司事的其中一項傳統工作；而在市政和私人墓園，掘墓人員可能是低薪、非技術和臨時的工人，如果是薪水較高、訓練有素的專業人員的話，他們的職責可能還包括管理墓園、維護環境和接待訪客。

## 另見
- 長生店
- 禮儀師、葬師
- 盜墓、盜屍